# 주님 수난 예식

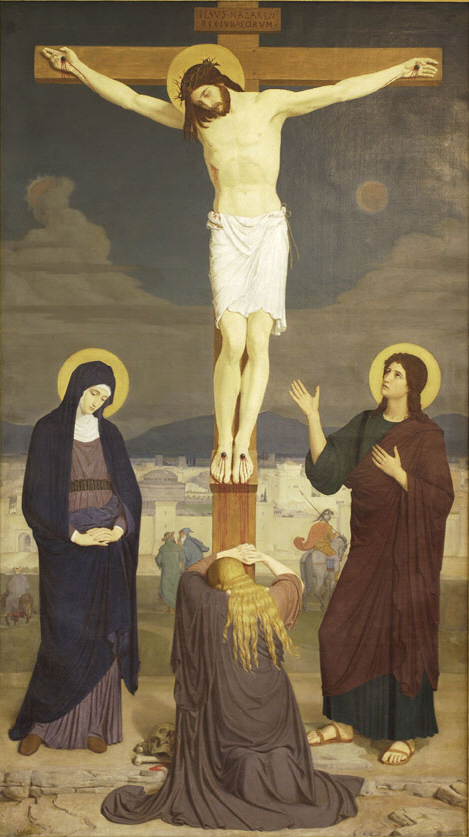
십자가, 1868

주님 수난 예식은 기독교(주로 로마 가톨릭교회) 라틴 전례에서 예수의 수난을 묵상하는 주님 수난 성금요일에는 오랜 전통에 따라 성찬 전례를 대신하여 거행하는 예식이다. 이는 말씀 전례, 십자가 경배, 영성체 예식으로 구성되어 있다. 이 예식은 사목적 이유로 더 늦게 할 수도 있지만, 일반적으로 오후 3시경에 거행한다.

## 주님 수난 예식의 구성

### 가톨릭 교회

#### 입당
- 입당: 빨간색 제의를 입은 사제가 아무 말 없이 제대에 나아간다. 제대에 이르러 경의를 표시하고 얼굴을 바닥에 대고 엎드리거나, 경우에 따라서 무릎을 꿇고 침묵 가운데 잠깐 기도한다. 다른 이들도 모두 무릎을 꿇고 기도한다.
- 본기도

#### 제1부 말씀 전례
- 제1독서: 이사야서(52,13―53,12)
- 제2독서: 히브리서(4,14-16; 5,7-9)
- 요한이 전한 주님의 수난기(18,1―19,42)
- 강론
- 보편 지향 기도: 부제가 있으면 부제가, 부제가 없으면 평신도 봉사자가 독서대에 서서 기도 지향을 알린다. 그다음에 모든 이가 잠깐 침묵 가운데 기도하고, 이어서 사제는 주례석이나 경우에 따라 제대 앞에 서서 팔을 벌리고 기도한다. 사제가 기도하기 전에 옛 전통대로 부제의 권고(무릎을 꿇읍시다 - 일어납시다)에 따라 신자들은 무릎을 꿇고 기도할 수 있다.

#### 제2부 십자가 경배
- 거룩한 십자가를 보여 주는 예식: 사제가 "보라 십자 나무 여기 세상 구원이 달렸네" 하면, 신자들은 "모두 와서 경배하세"라고 응답한다.
- 십자가 경배: 그 동안 '주님의 십자가', '비탄의 노래', '믿음직한 십자가', '십자가 곁에 계신 어머니' 또는 다른 알맞은 노래를 부른다.

#### 제3부 영성체
- 제대 준비와 수난 감실에서 성체를 모셔옴
- 주님의 기도와 영성체 전에 드리는 기도와 전례문
- 영성체
- 영성체 후 기도
- 백성을 위한 기도(강복)